# Nocek zagrożony
Nocek zagrożony (Myotis lavali) – gatunek nietoperza, ssaka z podrodziny nocków (Myotinae) w obrębie rodziny mroczkowatych (Vespertilionidae). Wyodrębniony z nocka ciemnego (Myotis nigricans) jako nowy gatunek w 2011 roku, zamieszkuje tereny lasu atlantyckiego, cerrado i caatinga, również lasy galeriowe w Paragwaju i Brazylii. Określany jako małej do średniej wielkości nietoperz, wyróżnia się swoją dwubarwną sierścią, która jest gęsta i jedwabista, o długich włosach. Osobniki z lasu atlantyckiego mają ciemniejsze futro, co jest powiązane z regułą Glogera. Wedle źródeł nie stwierdza się drugorzędnych cech płciowych między płciami. Nocek zagrożony łowi w powietrzu owady, takie jak chrząszcze (Coleoptera), motyle (Lepidoptera) i błonkówki (Hymenoptera). Samice ciężarne i produkujące mleko były odławiane przez cały rok. Myotis lavali został uznany przez IUCN za gatunek najmniejszej troski (LC – Least Concern).

## Taksonomia
Rodzaj nocek (Myotis) jest reprezentowany przez wiele gatunków nietoperzy, które zamieszkują cały świat – do 2011 roku łącznie 12 gatunków reprezentowało ten rodzaj w Ameryce Południowej. Najbardziej rozprzestrzeniony gatunek z tego rodzaju na tym kontynencie to nocek ciemny (M. nigricans).
Wedle analizy genetycznej i morfologicznej cały gatunek M. nigricans to kompleks nieopisanych jeszcze kryptycznych gatunków. Na przestrzeni lat z gatunku wydzielono nowe taksony, a niektóre podgatunki również przyjęły status gatunków. Ricardo Moratelli wraz ze współpracownikami w 2011 roku na podstawie różnic na tle genetycznym wyodrębnił 2 gatunki: 1. Myotis lavali z nocka ciemnego oraz 2. gatunek opisany w tej samej pracy – nocka brazylijskiego (M. izecksohni), wydzielonego z innego gatunku, nocka żółtawego (M. levis). Ten drugi do czasu pierwszego opisania był przeoczany – jego obserwacje były interpretowane jako pojaw właśnie M. nigricans. Jako miejsce typowe nocka zagrożonego wskazano miejsce na wysokości 523 m n.p.m., 6 km na południe od miasta Exu (współrzędne: 7°30′00″S 39°43′00″W/-7,500000 -39,716667) w stanie Pernambuco, w Brazylii. Autorzy nazwali opisany przez siebie gatunek Myotis lavali.
Nocek zagrożony został przydzielony do podrodzaju Pizonyx (podrodzaj obejmuje przedstawicieli Myotis Nowego Świata) i grupy gatunkowej albescens. Jest gatunkiem monotypowym.

### Etymologia
- Myotis (Myotus): gr. μυς mus, μυός muos ‘mysz’; ους ous, ωτος ōtos ‘ucho’[9],
- lavali: dr Richard K. LaVal (ur. 1938) – amerykański zoolog, a także fotograf przyrody specjalizujący się w nietoperzach. Pracował głównie w Kostaryce, od 1968 roku, na obszarze Monteverde Cloud Forest Reserve. Lokalnie zwany ‘Batmanem’[10].

## Genetyka
Garnitur chromosomowy dla tego gatunku przyjmuje wzór: 2n (diploid) = 44 i FN (liczba ramion chromosomów) = 50; zbadane zostało to u 3 osobników M. lavali, które pochodziły ze stanu Minas Gerais. Kariotyp składa się z 4 par metacentrycznych i 17 akrocentrycznych chromosomów. Chromosom X jest średni metacentryczny, a chromosom Y mały akrocentryczny. Ogólnie kariotyp nocka zagrożonego przypomina ten spotykany u innych południowoamerykańskich nocków (Myotis [Pizonyx]). Voucher specimen (jeden ze spreparowanych okazów muzealnych) pod sygnaturą MVZ został zdeponowany w bazie danych GenBank, chociaż próbki początkowo zostały błędnie przypisane do nocka ciemnego przez M. Ruedi i F. Mayer (2001) oraz Stadelmann i współpracowników (2007); na podstawie analizy pochodzenia próbek Ricardo Moratelli uznał je w 2017 roku jako należące do M. lavali.

## Występowanie
Zasięg występowania obejmuje obszar od północno-wschodniej Brazylii poprzez Paragwaj po północno-zachodnią Argentynę.

## Morfologia

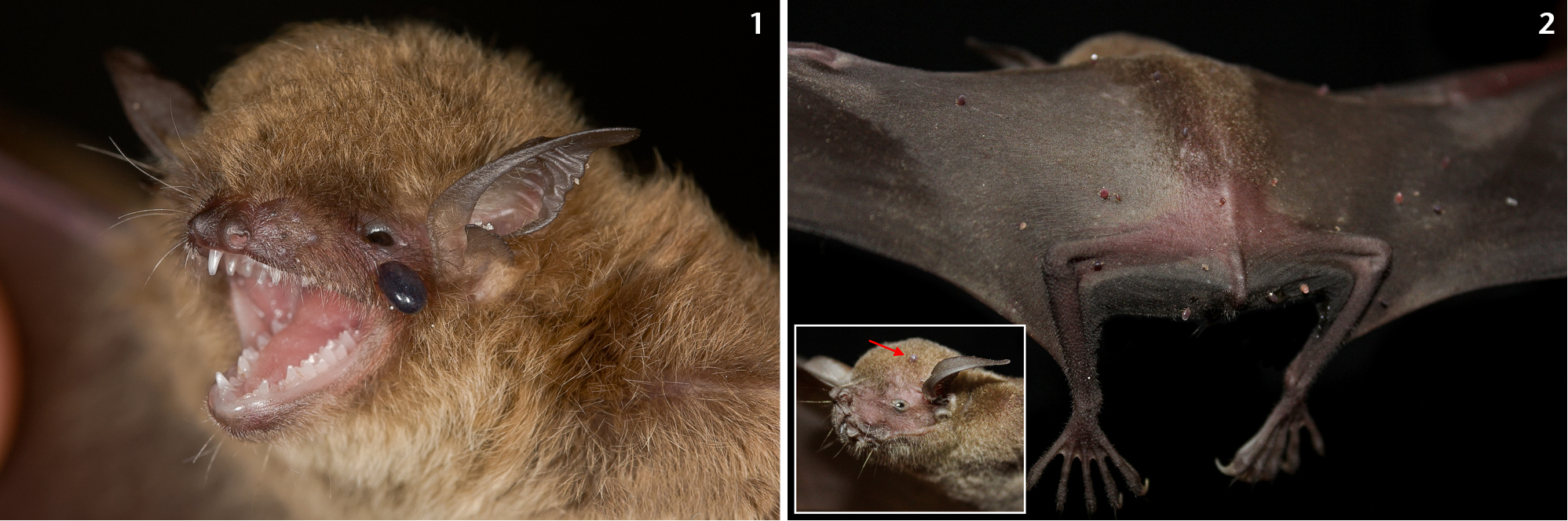
Po lewej złapany nocek zagrożony z kleszczem; po prawej na fotografii uwieczniono rybaka małego

Średniej wielkości nietoperz. Dawniej za długość ciała uznawano przedział 41–50 mm, ale autorzy artykułu poświęconego temu gatunkowi, opublikowanego w czasopiśmie „Mammalian Species” podają, że długość ciała mieści się w przedziale 72–92,5 mm; długość ogona 31–42 mm; długość ucha 11–14 mm; długość koziołka (tragus) 7–9 mm; długość stopy 5–8 mm; długość przedramienia 31,5–37 mm; długość 3. kości śródręcza 30,6–35,4 mm; masa ciała tego nietoperza wynosi między 3 a 7 gramów. Wedle części autorów brak drugorzędnych cech płciowych, jednakże wedle innych źródeł dymorfizm płciowy może objawiać się w różnicy w masie pomiędzy płciami (samce 4,34 lub 4,5 g, zaś samice 4,88 lub 4,95 g).
Futro jest jedwabiste, gęste, silnie dwubarwne. Na grzbiecie jest wyraźnie dwubarwne – średnio brązowe jest ⅔ włosa, a końcówki pozostają jasnobrązowe; podobnie jest z włosami na brzusznej stronie ciała, brązowa jest podstawa włosa, natomiast końcówki są koloru cynamonowopłowego. Długość włosów na grzbiecie wynosi 6,5–7,5 mm. Osobniki z lasu atlantyckiego są ciemniejsze na grzbietowej stronie ciała, co wydaje się wiązać z regułą Glogera. Uszy są krótkie. Koziołek jest spiczasty, lekko zgięty na zewnątrz, z małym płatkiem o długości 7–9 mm. Błona skrzydłowa (plagiopatagium) łączy się z palcami stóp za pomocą szerokiego pasu membrany. Błona ogonowa (uropatagium) nie posiada kępek włosów wzdłuż tylnej krawędzi, chociaż inne źródła mówią o występowaniu tej cechy u tego gatunku u jedynie kilku okazów. Błony są w kolorze tabaki (ang. mummy brown). Oczy są małe i przystosowane do nocnego trybu życia, stwierdza się również słabą ostrość widzenia. 45% gałki ocznej zajmuje rogówka, podczas gdy 60% objętości oka zajmuje soczewka; naczyniówka jest pigmentowana, zaś ciało rzęskowe jest silnie rozwinięte za sprawą dużej soczewki.
Gatunek występuje sympatrycznie z kilkoma innymi gatunkami z tego rodzaju, a nocka zagrożonego można poznać po kolorze futra, cechach czaszki, a także długości; występuje on sympatrycznie z nockiem kolonijnym (M. riparius), nockiem czerwonym (M. ruber) oraz nockiem posrebrzanym (M. albescens). Od dwóch pierwszych odróżnić go można po jedwabistym, długim futrze, i kontraście między podstawami a końcówkami włosów. Nie posiadając skóry zwierzęcia, badacz może odróżnić nocka zagrożonego po stromo opadającym czole w stosunku do puszki mózgowej. Od nocka posrebrzanego można ten gatunek odróżnić po nieobecności kępek włosów na tylnej krawędzi błony ogonowej. Prawdopodobnie nocek zagrożony jest sympatryczny z innymi gatunkami z rodzaju nocek i można go odróżnić po wielkości uszu, kolorze futra oraz obecności płatu błony, który łączy palce stóp z błoną skrzydłową.
Czaszka jest małej lub średniej wielkości (największa czaszka mierzy 13,2–14,6 mm długości, ale inne źródła mówią o przedziale 13,2–15,2 mm), z dłuższym rostrum skierowanym ku górze; zwężenie zaoczodołowe jest wąskie; czoło jest stromo opadające w stosunku do czaszki, podczas gdy obszar nadpotyliczny jest zaokrąglony. Zwykle stwierdzić można grzebienie strzałkowe i lambdoidalne, które są niskie. Drugi górny ząb przedtrzonowy (P3) jest ogólnie zrównany z pozostałymi zębami przedtrzonowymi i jest widoczny (mieści się on w rzędzie zębów), gdy patrzy się na nietoperza od bocznej strony. Poniżej zaprezentowano wzór zębowy zwierzęcia:
| Wzór zębowy | Wzór zębowy | I | C | P | M |
| ----------- | ----------- | - | - | - | - |
| 38          | =           | 2 | 3 | 1 | 1 |
| 38          | =           | 3 | 3 | 3 | 3 |

## Ekologia

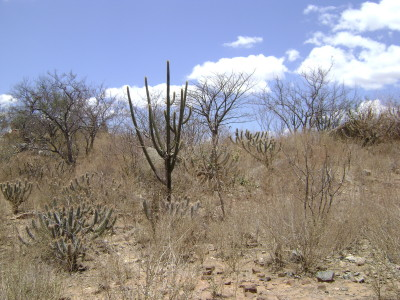
Caatinga

IUCN podaje, że mało wiadomo na temat tego ssaka. Biorąc jednak pod uwagę jego niedawne wyodrębnienie z nocka ciemnego, wiele informacji odnoszących się do tego ostatniego i nocka kolonijnego dotyczy również nocka zagrożonego.
Jego zasięg występowania jest związany z suchymi formacjami – stwierdzono go na brazylijskiej Caatindze, Cerrado, na równinie Pantanal, w paragwajskim Alto Chaco (zachodni brzeg rzeki Paragwaj) oraz argentyńskim Yungas (ta informacja wymaga weryfikacji). Został też stwierdzony w lesie atlantyckim w Brazylii. Obserwuje się go na wysokości 15–900 m, ale najczęściej wydaje się być spotykany na wysokościach między 350 a 500 m. Rzadki jest on na krańcowych obszarach swego areału występowania. Środowiskiem występowania nocka zagrożonego są zbiorowiska kserofitów, sawanny, a również i tereny antropogeniczne, takie jak pastwiska, suche pola oraz miasta.
Mimo plastyczności ekologicznej tego nietoperza jest on nieobecny na zdegradowanych obszarach. Na terenie brazylijskiej Caatingi zaobserwowano 16 osobników tworzących razem kolonię w poziomej szczelinie; natomiast inna kolonia złożona z ponad 20 okazów została stwierdzona w małej jaskini zlokalizowanej na piaskowcowym płaskowyżu, gdzie również teren porastały krzewiaste kserofity. Poza tymi stanowiskami nocek zagrożony został zaobserwowany w jaskiniach wapiennych razem z wieloma innymi gatunkami nietoperzy z rodziny furiakowatych (Furipteridae), straszakowatych (Mormoopidae), molosowatych (Molossidae), upiorowatych (Emballonuridae) oraz liścionosowatych (Phyllostomidae).
M. lavali to entomofag polujący na otwartych terenach lub nad wodą (aczkolwiek typowa morfologia skrzydła spotykana u skrzydlatych ssaczych owadożerców, spotykana też u tego gatunku sugeruje, że nocek ten żeruje na zamkniętych obszarach). Ofiary chwyta w powietrzu. W jego diecie dopatrzono się wielu owadów, takich jak motyle (Lepidoptera), chrząszcze (Coleoptera) lub błonkoskrzydłe (Hymenoptera). Spośród sześciu żerujących osobników odnalezionych w centralnej Brazylii w Cerrado cztery z wyłapanych okazów miało resztki termitów (Isoptera) w swych pyskach.
Wśród ektopasożytów (pasożytów skórnych) tego gatunku wymienia się mrokawki (Diptera; Nycteribiidae) z gatunków Basilia hughscotti i Basilia travassosi. W 2020 roku wykryto na ciele nietoperzy (w tym nocka zagrożonego) gatunek kleszcza twardego z rodziny Ixodidae, a mianowicie Amblyomma sculptum – kleszcz ten atakuje konie i kapibary, ale jego gospodarzem może być wiele gatunków dzikich i udomowionych ssaków. Znalezienie tego pajęczaka na ciałach nietoperzy to pierwszy znany przypadek, kiedy ten gatunek jako gospodarza obrał sobie te latające ssaki, chociaż nie było to pierwsze stwierdzenie kleszczy na nietoperzach.

## Tryb życia
Nocek zagrożony to zwierzę o nocnym trybie życia, opuszczający swe schronienia po zachodzie słońca, według niektórych obserwacji tuż po nim, według innych po upływie 5 godzin. Odpoczywa w zgrupowaniach złożonych z wymieszanych płci; na terenie brazylijskiej Caatingi zaobserwowano 16 osobników tworzących razem kolonię w poziomej szczelinie; natomiast inna kolonia złożona z ponad 20 okazów została stwierdzona w małej jaskini zlokalizowanej na piaskowcowym płaskowyżu pośród krzewiastych kserofitów.
W Caatindze w stanie Pernambuco Michael R. Willig odławiał ciężarne i produkujące mleko samice przez cały rok. Przez to sugeruje się, że nocek zagrożony rozmnaża się przez cały rok, co jest zgodne ze strategią reprodukcyjną ciągłej i niesezonowej wielorujowości (wiele owulacji na przestrzeni całego sezonu rozrodczego). Z drugiej strony w tym samym stanie Brazylii, w 2018 roku znaleziono samce o podniesionym poziomie plemników, komórek Leydiga i komórek Sertolego na czas pory deszczowej. Spermatogeneza u tego taksonu stwierdzona została przez cały rok, ale jej zwiększenie następuje w porze deszczowej. Z tego względu obecnie uznaje się M. lavali za nietoperza mnożącego się przez cały rok, ale z sezonowością w okresie pory deszczowej (większa koncentracja ciąż oraz okresów laktacji).

## Status

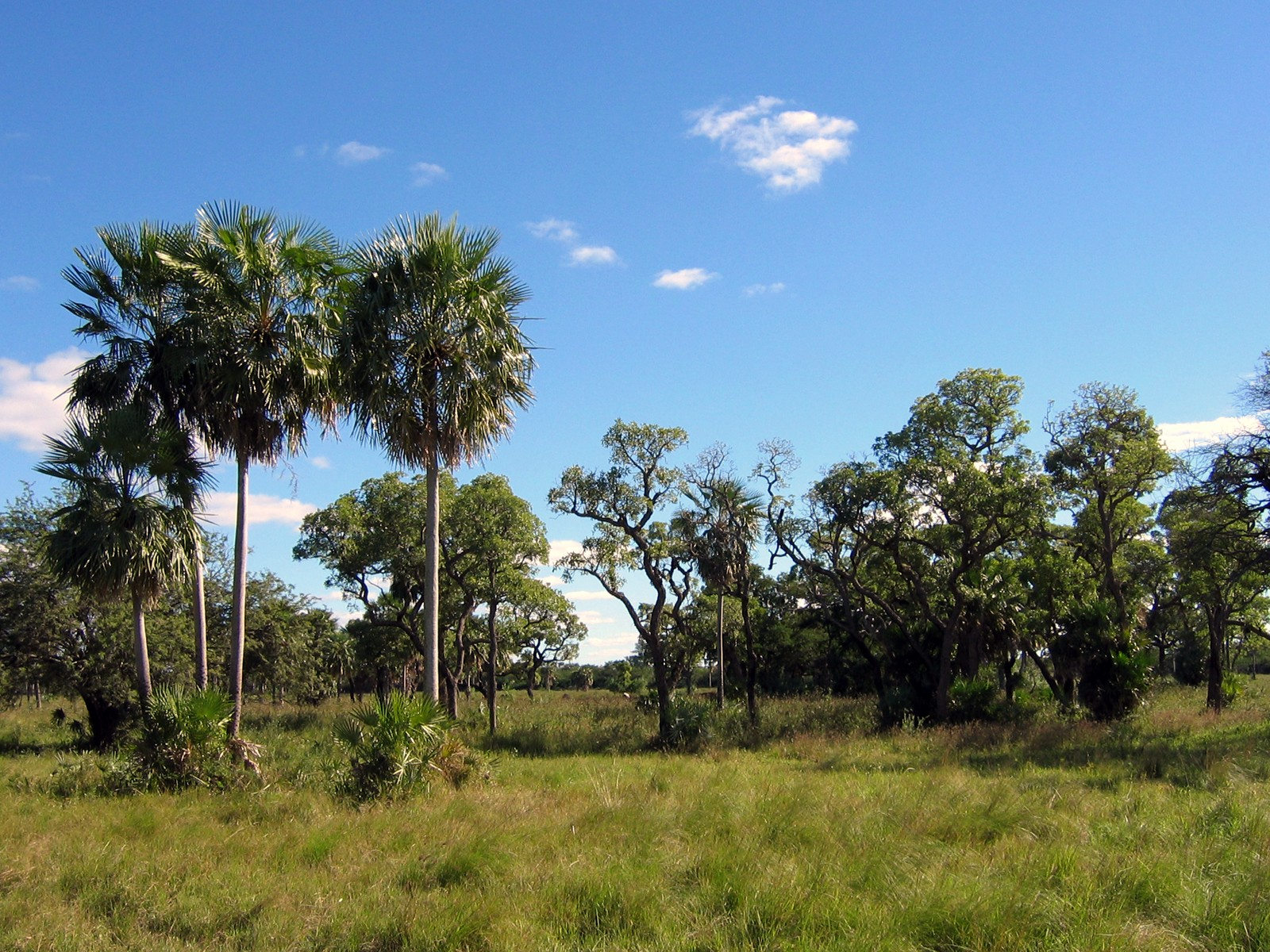
Gran Chaco to obszar chroniony, gdzie występuje nocek zagrożony

Wbrew swej polskojęzycznej nazwie zwyczajowej nocek zagrożony Międzynarodowa Unia Ochrony Przyrody (IUCN) w 2017 roku nadała nockowi zagrożonemu kategorię LC, gatunku najmniejszej troski (Least Concern). Liczba dorosłych osobników obecnych na wolności nie jest znana, podobnie jak trend populacji.
Status gatunku nadany został ze względu na szeroki zasięg występowania, obecność obszarów chronionych w jego obrębie, a także plastyczność ekologiczną gatunku. Jest również mało prawdopodobne, ażeby populacja spadała do progu, kiedy to należy zakwalifikować takson do umieszczenia w kategorii gatunków zagrożonych.
W środowisku swego występowania nocek zagrożony jest pospolity. Prawie 30 osobników zostało odłowionych w miejscu typowym. Odpoczywające osobniki tego gatunku znajdywano na dachach, przy czym nie formował on żadnych zgrupowań. Zagrożenia dla tego gatunku nie zostały poznane. W pobliżu północnych stanowisk zasięgu występowania istnieje tylko kilka niewielkich obszarów chronionych. Jednakże zasięg występowania tego taksonu może pokrywać się z obszarem chronionym Chapada do Araripe, płaskowyżem w Brazylii. W centralnej części Caatingi część zasięgu mogą obejmować parki narodowe i obszary chronione. Także paragwajskie Gran Chaco jest chronione przez park narodowy i obszar zarządzania przyrodniczego. Można zatem stwierdzić, że nietoperz jest chroniony przez, znajdujące się w zasięgu jego występowania, liczne obszary chronione.